# Мельниченко, Владимир Васильевич
Владимир Васильевич Мельниченко (укр. Володимир Васильович Мельниченко; род. 5 сентября 1973, Одесса) — украинский футболист, полузащитник.

## Биография
Уроженец Одессы. увлёкся футболом с ранних лет. Воспитанник ДЮСШ одесского СКА. Первым тренером у Мельниченко стал бывший защитник киевского «Динамо» Сергей Николаевич Круликовский.
С 1994 по 1997 год Мельниченко неплохо проявил себя в СК Одесса, где был одним из главных исполнителей в атакующих и созидательных действиях команды. В 1997 году перешёл в амбициозный клуб первой лиги «Полиграфтехнику».
По итогам сезона 2000/2001 клуб повысился в классе, выйдя в высшую лигу чемпионата Украины, но Мельниченко в межсезонье перешёл в «Нефтяник-Укрнефть» из Ахтырки, клуб со стабильным финансированием и постоянно находящегося в лидирующей группе команд второго по силе дивизиона. В составе нефтяников Мельниченко стал победителем и призёром первой лиги, вошёл в тройку «гвардейцев» и бомбардиров второго дивизиона.
По завершении футбольного сезона 2005 года, полузащитник ахтырских «нефтяников» был среди номинантов на звание лучшего игрока первой лиги. В составе «нефтяников» вошёл в исторический список лучших бомбардиров команды. С 29 голами Мельниченко расположился на шестой позиции.
Свою карьеру результативный полузащитник завершил во второй лиге в команде «Полтава».
Один из лучших атакующих полузащитников в истории украинской первой лиги.

## Достижения
- Победитель Первой лиги Украины 2007 года.
- Бронзовый призёр Первой лиги Украины (2): 2001, 2004 годов.
- Занимает третью позицию в Первой лиге Украины по количеству сыгранных матчей — 384[7].
- Входит в исторический список лучших бомбардиров ахтырского «Нефтяника-Укрнефть» по забитым мячам в Первой лиге Украины (29 голов)[8].